# Kolofonija
Kolofonija (tudi kalofonija) je smolnata snov, ki jo pridobivamo iz borov in drugih iglavcev s segrevanjem, pri čemer izhlapijo hlapni terpeni. Pri sobni temperaturi je trdna in krhka, ima nizko tališče.

## Uporaba
Uporablja se v več namenov:
- pri odstranjevanju ščetin prašiča pri kolinah. Prašiča se posiplje s kolofonijo in prelije z vrelo vodo. Tako se nato ščetine lažje odstranjuje s pomočjo noža, kosa lesa ali katero drugo kovino.
- pri spajkanju za zmanjšanje površinske napetosti spajke.
- kot sestavina črnil, lepil, mila, voskov ipd.
- za premaz loka za godala, ki se tako bolje oprijema strun
- itd.